# 湴夫庄
湴夫庄是中国广东省广州市从化区的一个自然村。在太平镇东南面约10千米，属高田村管辖。1998年时，全村人口79人。